# Thiago William Martins
Thiago William Martins, meglio noto con lo pseudonimo Bebetinho (Curitiba, 10 dicembre 1986), è un giocatore di calcio a 5 brasiliano.

## Carriera
Da bambino gioca 6 anni (fino ai 10) nel Paraná Clube Calcio. Nel calcio a 5 debutta nel 2000 con la società AABB Curitiba, squadra con la quale rimane fino al 2002. Dal 2003 è al Paraná Clube futsal, dove rimane fino al 2005 Ad agosto 2005 si trasferisce in Italia e gioca nel Cadoneghe Futsal ai serie A2 dove rimane fino al 2007 segnando 59 reti. Nella stagione 2007-08 è allo Sporting Altamarca (sempre in serie A2, segna 7 reti). La stagione successiva è sempre in A2 all'Acqua e Sapone (8 reti). Nel 2009-10 è al Kaos futsal A (10 reti). Nel 2010-11 è Gruppo Fassina (sempre A2, 18 reti) e ne 2011-12 è nel Arena Montecchio (serie B, 26 reti). Nella stagione 2012/2013 gioca in serie A nel Marca Futsal (3 reti) con la quale si laurea Campione d'Italia. Seguono due stagioni (in serie B) al Foligno (17 e 32 reti) e poi nel 2015-16 gioca nella Feldi Eboli (sempre serie B, 9 reti) da dove nella stagione 2016-17 passa all'Angelana (22 reti). Nella stagione 2017-18 gioca nel Sandro Abate (sempre in serie B) con la quale conquista la promozione in serie A2 (17 reti). Nella stagione 2018-19 è ancora al Sandro Abate Futsal con la quale conquista la promozione in serie A  e la Coppa Italia di serie A2 (32 reti). Nella stagione 2019-20 è ancora al Sandro Abate in A (2 reti), mentre dal 2020-21 gioca nel Futsal Pistoia (17 reti) con la quale nella stagione 2021-22 raggiunge la promozione in serie A (34 reti, capocannoniere nel girone) e le Final Four di Coppa Italia. Gioca a Pistoia anche la stagione di serie A 2022-23 e nella stagione 2023-24 gioca nel Città di Mestre (in Serie A2 Élite) con il quale raggiunge le Final Four di Coppa Italia, perdendo la finale col Vinumitaly Petrarca Padova. In campionato segna 23 reti.

## Palmares

### Club

#### Competizioni nazionali
- Campionato italiano: 1
Marca: 2012-13

- Campionato di Serie A2: 2
Sandro Abate: 2018-19 (girone C)
Pistoia: 2021-22 (girone B)
- Campionato di Serie B: 1
Sandro Abate: 2017-18 (girone G)

- Coppa Italia di Serie A2: 1
Sandro Abate: 2018-19

### Individuale
- Capocannoniere della Coppa Italia di Serie A2 Élite: 1
2023-2024 (4 gol)